# Ferdinand Cavendish-Bentinck, 8:e hertig av Portland
Ferdinand William Cavendish-Bentinck, 8:e hertig av Portland, född 4 juli 1888, död 13 december 1980 i London, var en brittisk pär. Efter att ha stridit i första världskriget, där han sårades, hade han olika uppdrag i Afrika, bland annat som privatsekreterare till guvernören för det brittiska Protektoratet Uganda.
Han var son till William George Frederick Cavendish-Bentinck (1856–1948) och Ruth Saint Maur (1867–1963). Ferdinand gifte sig två gånger, 1912 i London  med Wentworth Frances Hope-Johnstone (1882–1964), från vilken han skildes 1950, och 1950 med Gwyneth Ethel Edwards (död 1996).
Ferdinand Cavendish-Bentinck blev hertig av Portland 1977 när hans brylling William Cavendish-Bentinck, 7:e hertig av Portland dog utan att efterlämna några söner. Ferdinand dog dock barnlös varför titeln övergick till hans bror Victor.